# Jajam
El jajam (en hebreo: חכם, literalmente "sabio") (en plural: חכמים) (transliterado: jajamim ) es un título equivalente a un sabio o a un doctor en materia de halajá, la ley judía. Este es un título usado por los judíos sefardíes y por los mizrajim. Para ellos es el jefe espiritual, por ende es un rabino, ya sea ordenado por un seminario rabínico, una yeshivá, o bien por los representantes de una comunidad judía. Los caraítas lo consideran como una parte de su liderazgo, aunque en el caraísmo no exista tal figura como un gran rabino.